# Henry Logan
Henry Lee Logan (Asheville, 14 marzo 1946 – 26 luglio 2023) è stato un cestista statunitense, professionista nella ABA.

## Carriera
Venne selezionato dai Seattle SuperSonics al quarto giro del Draft NBA 1968 (38ª scelta assoluta).
Con gli Stati Uniti disputò i Giochi panamericani di Winnipeg 1967.

## Palmarès
- Campionato ABA: 1

Oakland Oaks: 1969